# Nacional Soccer Academy Suriname
De Nacional Soccer Academy Suriname (NSA) is een Surinaamse voetbalacademie die in 2018 werd opgericht. De oprichter is Hemant Jaikaran, de eigenaar van FCS Nacional.

## Benadering
De eerste lichting met dertig voetballers meldde zich voor een training op 22 juli 2018. De NSA werd op 28 augustus 2018 officieel opgericht door Hemant Jaikaran met het doel om jeugdvoetballers  op te leiden tot professionele voetballers. Dit wordt door de organisatie "De route naar succes" genoemd en bestaat uit de opleidingsfase, pre-professionele fase en de contractuele fase. Alleen kinderen met een positief scoutingsrapport worden opgeleid. Als verdere toelatingseisen moet een kind ingeschreven staan bij een voetbalclub, naar school gaan, toestemming hebben van de ouders of verzorgers en een positieve medische verklaring kunnen overleggen.

## Van academie naar voetbaluniversiteit
De NSA heeft zich als doel gesteld om een voetbaluniversiteit te worden. Hiervoor is een vijfjarenplan opgesteld. Kinderen zullen naast een sportieve opleiding ook onderwijs krijgen en scholing op sociaal-maatschappelijk gebied. Het doel hiervan is dat leerlingen zich ook na een voetbalcarrière in de maatschappij kunnen handhaven of direct, wanneer ze geen profcontract in de wacht kunnen slepen.
De academie is een zakelijk initiatief waarvan de kosten voor de baten uitgaan. Jaikaran had tijdens de oprichting de financiering dekkend voor de eerste twee jaar. De opzet was om in de eerste jaren voetballers uit de directe regio te rekruteren rondom Paramaribo. De academie is gevestigd in het Hemant Jaikaran Sportpark in Lelydorp. De plannen waren vervolgens om de regio uit te breiden tot Moengo en Nieuw-Nickerie.

## Internationale samenwerking
Voor de scholing kan Jaikaran een netwerk aanspreken met buitenlandse voetballers van Surinaamse herkomst, zo liet hij bij de oprichting weten.
Begin oktober 2018 tekende hij een overeenkomst met de Ajax Coaching Academy (ACA) op het Sportpark De Toekomst in Amsterdam, de thuishaven van Jong Ajax. De oprichting van zijn academie vond in samenwerking plaats. Ruim een maand na de oprichting, in oktober 2018, was er een delegatie van de ACA op bezoek in Lelydorp om te ondersteunen bij de ontwikkeling van technische en organisatorische zaken. Tijdens het bezoek werd een 3-jarig partnerschap overeengekomen.
In 2019 ondertekende de NSA ook nog een samenwerkingcontract met het Friesland College, waardoor studenten Sport en Bewegen van die school de kans wordt geboden om bij de NSA hun stage te doen. De NSA is door het Friesland College ondersteund in de omvorming naar een erkend leerwerkbedrijf.